# Pal·las (filla de Tritó)
En la mitologia grega, Pal·las (en grec antic: Παλλάς) era la filla de Tritó, fill de Posidó i missatger dels mars.

## Mitologia
Segons la ''Biblioteca'' del Pseudo-Apol·lodor, després que Atena va néixer, amb tota l'armadura, del front de Zeus, Tritó, actuant com a pare adoptiu a la deessa, la va criar juntament amb la seva pròpia filla, Pal·las.
Pal·las i Atena s'exercitaven en les arts de la guerra i, en una ocasió, Pal·las estava a punt de colpir Atena, Zeus, que estava a l'aguait, va llaçar l'ègida, interposant-la entre ambdues, de tal manera que Pal·las es va distreure, i en alçar la vista va caure ferida per Atena.
Plena de tristesa i remordiment, Atena va crear el pal·ladi, una estàtua a imatge de Pal·las, i va embolicar-hi, sobre el pit, l'ègida, que ella havia temut, la instal·là al costat de Zeus i la va honorar.